# Vera Siemons
Vera Siemons (Breda, 24 juli 1993) is een Nederlandse radio-dj bij NPO 3FM en podcastmaker van De Lesbische Liga.

## Jeugd en opleiding
Siemons is een dochter van oud-wielrenner Marc Siemons. Ze groeide op in Zundert en ging naar de havo op het Mencia de Mendozalyceum. Daarna studeerde ze Media en Entertainment Management aan de NHTV. In 2010 werd ze toegelaten tot BNN University, een opleidingstraject van BNN waarin jongeren in een jaar tijd werden opgeleid tot programmamaker voor radio of tv.

## Loopbaan

#### Radio carrière
Siemons werkte als programmamaker voor lokale radio-omroepen in Brabant, waarna ze verslaggever en presentator was bij NPO Radio 1. Sinds oktober 2018 is Siemons bij omroep NTR op NPO 3FM te horen met het programma 'Vera On Track'.  Het programma richt zich op concerten en festivalcultuur. Gesteld kan worden dat Siemons binnen de Nederlandse radio wereld de Balthazar fan/promoter is.

#### Club/festival dj
Naast haar werk als radio-dj en podcastmaker is Siemons ook actief als club-dj. Haar club-carrière startte in 2014. De toen twintigjarige Siemons draaide in het Rotterdamse Rotown als concert dj en onder de naam Vera en Haar Mannen tijdens de "Rebel Rebel" donderdagavonden daar. Dj-sets op festivals als Best Kept Secret, Into The Great Wide Open, Lowlands, Oerol, Motel Mozaïque en Grasnapolsky volgden.
Ook geeft Siemons met regelmaat duo-dj shows. Dit doet ze met zowel haar Lesbische Liga collega Annefleur Schipper als met dj Liza van den Brink. Om de menigte te vermaken en in beweging te krijgen toont met name Siemons ook wat show in de vorm van vlaggengezwaai, dans, ritmische bewegingen en een podiumloop die soms voorzien is van een bij de muziek passende expressie zoals tijdens een dj-set op 3 augustus 2024 op het Amsterdamse plein de Dam voor het Paleis tijdens een nummer van de Amerikaanse zangeres Taylor Swift  en is daarom te zien als een dj met een lichte artistieke performance.

#### De Lesbische Liga

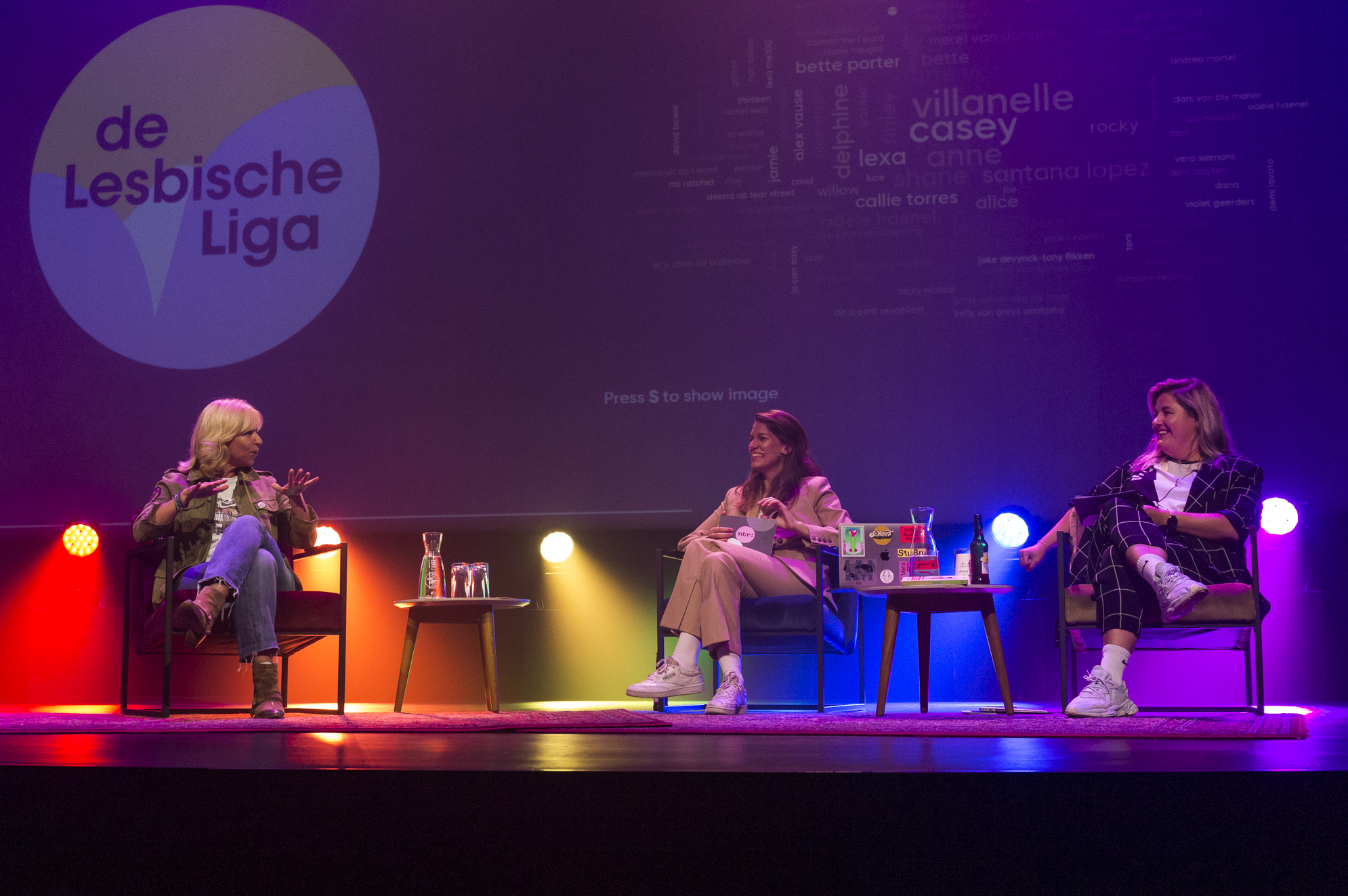
De Lesbische Liga Live in Tivoli. Vera en Annefleur interviewen Claudia de Breij (links)

Vanaf april 2020 presenteert Siemons tevens De Lesbische Liga, samen met televisiemaker Annefleur Schipper. In deze podcast bespreken zij de representatie van lesbische, biseksuele en queer-vrouwen in de media. Sinds 2021 wordt er jaarlijks een Liga Live session in TivoliVredenburg gehouden. De eerste sessie vond plaats tijdens de Coronapandemie. Vanwege regels konden 300 geïnteresseerden die eerste sessie bijwonen. In 2024 is het bezoekersaantal inmiddels gestegen tot 1200. Ook is er sprake van De Lesbische liga "on tour". Niet alleen voor podcast opnames bij de deelneemster thuis of op locatie maar ook voor speeches.  Zo spraken de dames in juli 2024 in Cultureel centrum Lux in Nijmegen tijdens de Vierdaagse. In mei 2022 werd Nijmegen ook al bezocht. Rondom Pride Amsterdam organiseren Siemons en Schipper jaarlijkse feesten en evenementen.

## YouTube-serieVera &
In december 2023 plaatste NPO 3FM op YouTube de eerste aflevering van een serie interviews die Siemons maakt met Nederlandse artiesten, onder de titel Vera &. Typerend is dat de interviews worden afgelegd in een relaxte, huiselijke sfeer. Ze hebben een duur van zo'n drie kwartier.

## Verschijning in NPO-televisieprogramma's
In december 2021 was Siemons twee maal deelneemster aan De Slimste Mens. Ook is ze te gast geweest in diverse andere NPO tv programma's zoals talkshows waaronder Op1 en heeft ze mede de presentatie gedaan voor de verslaglegging van popfestivals zoals Pinkpop en Noorderslag. Als dj. was ze uiteraard een geschikte kandidaat voor de quiz in  Top 2000 à Go-Go.

## Het Glazen Huis
In december 2023 verzorgde Siemons samen met Annefleur Schipper de aftrap en afsluiting van Het Glazen Huis dat in het teken stond van ALS en plaats vond in Nijmegen. Ze interviewden de drie deelnemende NPO 3FM dj's, Barend van Deelen, Sophie Hijlkema en Wijnand Speelman en de Nijmeegse burgemeester Hubert Bruls. Ook deden ze interviews in dagelijkse live-uitzendingen met diverse artiesten en BN'ers, waaronder Anna Gimbrere en Roxy Dekker, die mede zorgden voor aantrekking van publiek en zo ook voor meer donaties. Siemons en Schipper waren ook al zonder zelf deelnemend te zijn aan Het Glazen Huis zichtbaar actief voor de actie in 2022.

## Nominaties en onderscheidingen
- In 2019 won Siemons de 'Gouden Radio Cockring', een prijs voor de diskjockey die in het betreffende jaar de meeste 'ballen' heeft getoond op de radio.[28]
- Siemons werd in juli 2021 samen met Annefleur Schipper genomineerd voor een Pride Award van de AVROTROS. Ze werden genomineerd voor het maken van De Lesbische Liga.[13]
- In oktober 2021 won De Lesbische Liga een Dutch Podcast Award in de categorie Media en Cultuur.[14]

## Privé
Siemons heeft een relatie.